# Сотільйо-де-лас-Паломас
Сотільйо-де-лас-Паломас (ісп. Sotillo de las Palomas) — муніципалітет в Іспанії, у складі автономної спільноти Кастилія-Ла-Манча, у провінції Толедо. Населення — 214 осіб (2010).
Муніципалітет розташований на відстані близько 100 км на захід від Мадрида, 75 км на захід від Толедо.

## Демографія
Динаміка населення (INE ):

## Галерея зображень

Розташування муніципалітету у провінції Толедо